# پالکومبورا
پالکومبورا (به لاتین: Palkumbura) یک منطقهٔ مسکونی در سری‌لانکا است که در استان مرکزی (سری‌لانکا) واقع شده‌است.